# Порозова, Александра Ивановна
Александра Ивановна Порозова (род. 2 мая 1912, деревня Стрепехово, Балахнинский уезд, Нижегородская губерния, Российская империя — 10 мая 1990, Чкаловск, Нижегородская область, Российская Федерация) — звеньевая колхоза «Авангард» Чкаловского района Горьковской области. Герой Социалистического Труда. Депутат Верховного Совета СССР 2-го созыва.

## Биография
Родилась в семье крестьян. Окончила два класса сельской школы. С 1930 г. после коллективизации работала рядовой колхозницей, а с 1934 года руководила звеном по выращиванию льна в колхозе «Авангард» Чкаловского района. В 1938 году первой в Горьковской области сдала государству льноволокно высшим (26-м) номером.
В годы Великой Отечественной войны руководила полеводческой бригадой. Награждена медалью «За доблестный труд в Великой Отечественной войне 1941—1945 гг.».
В январе 1948 года принята в члены ВКП(б).
После войны снова руководила льноводческим звеном. В 1947 году её звено достигло рекордных результатов — получило 9,56 ц волокна и 5,15 ц семян с гектара. За достигнутые успехи Александре Ивановне Порозовой 12 марта 1948 года было присвоено звание Героя Социалистического Труда.
В 1948-1950 гг. училась в школе руководящих колхозных кадров Горьковской области. По окончании школы работала председателем колхоза им. Мичурина Чкаловского района, затем агрономом районного отдела сельского хозяйства и отделения «Заготлён» Чкаловского района.
С 1955 по 1967 гг. директор Тоншаевского, Хмельницкого льнозаводов и директор Чкаловского отделения по заготовке льна и конопли («Заготлён»).
Депутат Верховного Совета СССР 2-го созыва (1946-1950).
С 1967 года на пенсии. Жила в городе Чкаловске Нижегородской области. Умерла 10 мая 1990 года.